# Piloblephis rigida
Piloblephis rigida là một loài thực vật có hoa trong họ Hoa môi. Loài này được (Bartram ex Benth.) Raf. miêu tả khoa học đầu tiên năm 1838.

## Hình ảnh

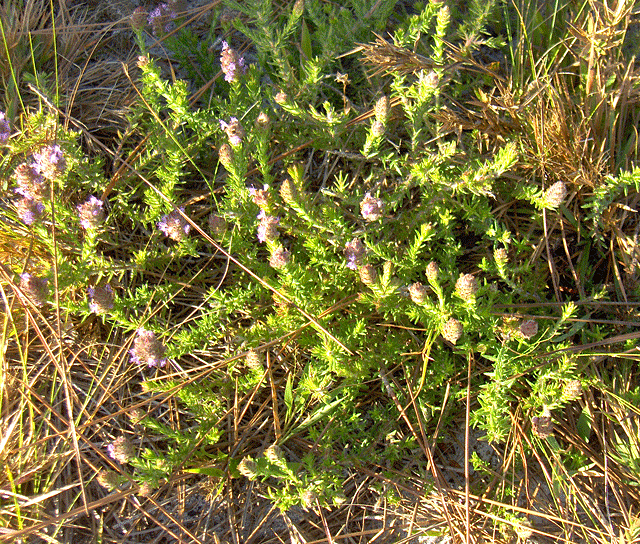
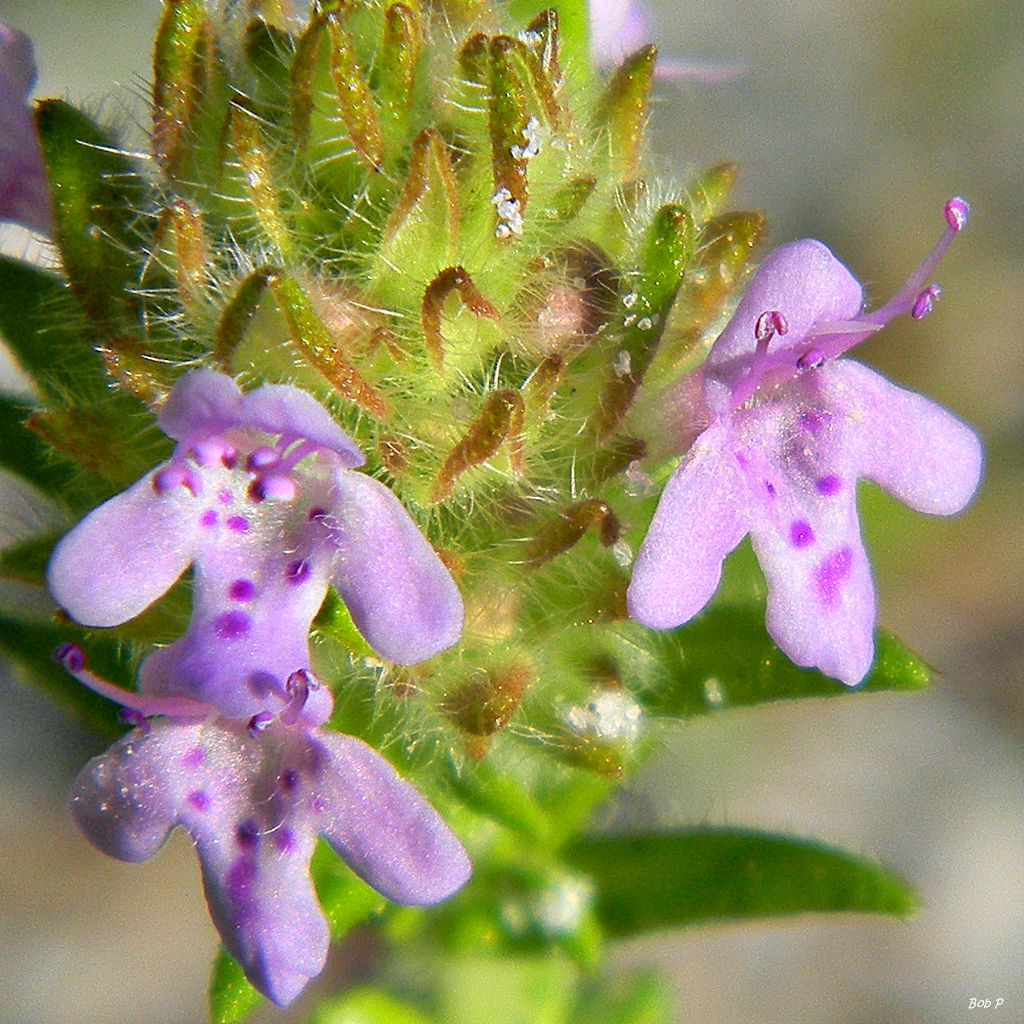